# Söderglo örarna
Söderglo örarna är kobbar i Finland.   De ligger i kommunen Pargas i landskapet Egentliga Finland, i den sydvästra delen av landet, 200 km väster om huvudstaden Helsingfors.
Terrängen runt Söderglo örarna är mycket platt. Havet är nära Söderglo Örarna åt sydväst.  Närmaste större samhälle är Korpo, 18,6 km öster om Söderglo örarna. 